# Liste der deutschen Botschafter in Monaco
Die Liste der deutschen Botschafter in Monaco enthält die Botschafter der Bundesrepublik Deutschland in Monaco.  Das Fürstentum Monaco und die Bundesrepublik Deutschland unterhalten enge und freundschaftliche Beziehungen. Seit Herbst 2007 ist der deutsche Botschafter mit Sitz in Paris auch in Monaco doppelakkreditiert.
Konsularisch ist Monaco der deutschen Botschaft in Paris zugeordnet. Seit 1988 ist in Monaco ein deutscher Honorarkonsul tätig (1988 bis 2012: Dieter Späthe, seit 2012: Timm Bergold).
Monaco, das nur über einen kleinen diplomatischen Dienst verfügt, unterhält eine Botschaft in Berlin.
| Name                   | Amtszeit  |
| ---------------------- | --------- |
| Peter Ammon            | 2007–2008 |
| Reinhard Schäfers      | 2009–2012 |
| Susanne Wasum-Rainer   | 2012–2015 |
| Nikolaus Meyer-Landrut | 2015–2020 |
| Hans-Dieter Lucas      | 2020–2023 |
| Stephan Steinlein      | seit 2023 |